# Il mondo di Bobby
Il mondo di Bobby (Bobby's World) è una serie televisiva animata statunitense del 1990, creata da Howie Mandel.
La serie è stata trasmessa per la prima volta negli Stati Uniti su Fox Kids dall'8 settembre 1990 al 23 febbraio 1998, per un totale di 81 episodi ripartiti su sette stagioni. In Italia è stata trasmessa su Fox Kids dal 2000.

## Episodi
| Stagione         | Episodi | Prima TV USA | Prima TV Italia |
| ---------------- | ------- | ------------ | --------------- |
| Prima stagione   | 13      | 1990-1991    |                 |
| Seconda stagione | 8       | 1991         |                 |
| Terza stagione   | 13      | 1992-1993    |                 |
| Quarta stagione  | 13      | 1993-1994    |                 |
| Quinta stagione  | 13      | 1994-1995    |                 |
| Sesta stagione   | 11      | 1995-1996    |                 |
| Settima stagione | 10      | 1997-1998    |                 |